# Німецько-шведські відносини
Німецько-шведські відносини — двосторонні дипломатичні відносини між Німеччиною і Швецією.

## Історія
Відносини між країнами мають давнє історичне коріння. У XIV столітті ці держави налагодили стосунки в рамках співпраці сусідніх країн Балтійського моря. Під час Першої світової війни (1914—1918) Швеція була нейтральною країною, а Німецька імперія воювала на боці Центральних держав. За часів існування Веймарської республіки (1918—1933) Швеція була економічно залежна від Німеччини, бо вона була одним з найбільших імпортерів шведської залізної руди. Крім того, багато великих німецьких підприємства придбали значну кількість акції шведських компаній. 1926 року Німеччина розірвала договір про торгівлю і судноплавство між двома країнами через те, що аграрна економіка країни зазнавала збитків. Після закінчення Першої світової війни в Швеції почалася переорієнтація з німецької на англо-американську культуру, але вищий світ Швеції продовжував розвивати свою культуру черпаючи натхнення з німецьких університетів, консерваторій і художніх центрів. У міжвоєнний період шведи захоплювалися читанням німецької літератури. Внутрішньополітичний розвиток Німеччини, особливо швидке посилення впливу націонал-соціалістів в політиці після 1930 року, з великим інтересом спостерігалося Швецією. Шведська преса зайняла дистанційну і критичну позицію по відношенню до націонал-соціалізму, що викликало негатив у відносинах між країнами. У той час як Німеччина перебувала під впливом націонал-соціалізму, Швеція була країною з соціал-демократичним урядом.
Восени 1932 року в Берліні голова Рейхстагу Герман Герінг (НСДАП) вказав відповідальному за пресу шведської делегації Карлу Альберту Дамгрену на негативний стиль репортажів в шведській пресі про націонал-соціалізм. 30 січня 1933 Адольф Гітлер став рейхсканцлером Німеччини, що призвело до продовження напружених відносин зі Швецією. Міністр закордонних справ Веймарської Республіки Фредерік-Ханс фон Розенберг негативно відреагував на шведську статтю у виданні Social-Demokraten і заявив, що там міститься невірна і перебільшена інформація про події в Німеччині. В цей же час Швеція також зазнала нападок німецької преси. У наступні роки (1934—1937) в німецько-шведських відносинах настала розрядка, бо уряд Німеччини висловив зацікавленість в дружніх контактах зі Швецією. Під час Другої світової війни Швеція знову заявила про свій нейтралітет, але посол в Берліні Арвід Рихерт висловлював побоювання, що Швецію можуть втягнути в цю війну. Він радив уряду Швеції проявити увагу в зв'язку з політикою і діями Німеччини, щоб мати можливість захистити свою країну.
Післявоєнний період політики Швеції характеризувався послідовністю: вони вважали, що не було необхідності аналізувати їх відносини з Німеччиною під час націонал-соціалізму. Швеція не стала переглядати принципи парламентської демократії або проводити конституційну реформу, але після закінчення Другої світової війни вони заперечували всі звинувачення у співпраці з НСДАП. Таким чином, мілітаристські і націоналістичні течії в політиці Швеції не були популярними, а англо-американські цінності прогресу і раціональності було прийнято за основу.
В даний час обидві держави є членами Європейського союзу, Організації Об'єднаних Націй, Організації з безпеки і співробітництва в Європі, Ради країн Балтійського моря і Ради Європи.

## Політичні відносини
Німеччина займає важливе місце у зовнішній політиці Швеції через свій політичний та економічний вплив. Співпраця між країнами розвивається в різних сферах і в цілому не має серйозних протиріч. На початку 2012 року прем'єр-міністр Швеції Фредрік Райнфельдт відвідав з офіційним візитом Німеччину, де провів зустріч з федеральним канцлером Німеччини Ангелою Меркель. У травні 2012 року федеральний президент ФРН Йоахім Гаук здійснив поїздку до Швеції. Восени 2012 року міністр внутрішніх справ Вольфганг Шойбле і міністр оборони Томас де Мезьєр здійснили офіційний візит до Швеції. У січні 2017 року канцлер Ангела Меркель провела переговори з прем'єр-міністром Швеції Стефаном Левен.

## Економічні відносини
Німеччина є однією з основний країн-постачальників товарів до Швеції. Обсяг імпорту Швеції з Німеччини становить близько 17,3 %, з Норвегії — близько 8,7 %, а з Данії — близько 8,4 %. Швеція експортує 9,8 % від загального обсягу свого експорту в Німеччину. 2012 року Німеччина імпортувала товарів зі Швеції на суму 13 млрд євро. Експорт Швеції в Німеччину: фармацевтична продукція (18,2 %), папір і картон (18,3 %), метали (12,5 %), машинне обладнання (8,8 %), автомобілі та автомобільні запчастини (7,7 %), мінеральні руди (6,3 %) і хімічна продукція (4,6 %). Експорт Німеччини в Швецію: автомобілі і автомобільні запчастини (18,2 %), машинне обладнання (14,5 %), енергетика (9,5 %), хімічна продукція (8,5 %), електричне обладнання (7,7 %) і метали (6,5 %).
У 2009 році обсяг прямих іноземних інвестицій Швеції до Німеччини склав суму близько 15,243 млн євро; в 2010 році близько 16,146 млн євро; в 2011 році близько 16,183 млн євро. Обсяг прямих іноземних інвестицій Німеччини в Швеції значно вище: в 2008 році близько 16,336 млн євро; в 2010 році близько 20,096 млн євро; в 2011 році близько 26,027 млн євро. Близько 870 німецьких компаній представлені в Швеції: там працює близько 50 000 співробітників і річний обсяг реалізації продукції становить близько 30 млрд євро. Здебільшого вони розташовуються в містах Стокгольм, Гетеборг і Мальме.

## Соціальна політика
Німеччина зацікавлена у вивченні суспільно-політичних досягнень і рівня розвитку Швеції, зокрема сфер по догляду за дітьми, сімейної політики і взаємодії з людьми з обмеженими можливостями. Двосторонні відносини також розглядають такі сфери, як: реформа ринку праці, професійної підготовки та страхування для отримання догляду з боку медсестер. Правий популізм набирає популярність в обох країнах.

## Культурні відносини
До Другої світової війни Швеція разом з іншими країнами Північної Європи та історичними Нідерландами була орієнтована на німецьку мовну і культурну зону і вважалася підпадає під «німецьку сферу впливу». Після закінчення Другої світової війни в Швеції відбулася швидка переорієнтація на англо-американську культуру. Німецька мова була замінена в школах англійською як другою мовою, хоча він все ще зберігає свою позицію найпопулярнішої іноземної мови для школярів — набагато випереджаючи іспанську, французьку, фінську, італійську, арабську, турецьку, курдську, грецьку і російську мови. Ґете-Інститут та Deutsche Schule Stockholm, та інші освітні німецькі установи піклуються про підтримку і поширення німецької мови в Швеції. Німецькомовна конгрегація за кордоном, а також німецько-шведські асоціації роблять позитивний внесок в розвиток німецької культури в Швеції. Німецька кінопродукція досить широко представлена в кінотеатрах Швеції і на телебаченні, але історичні теми популярніші. Німецькі ансамблі та артисти регулярно відвідують Швецію. У Швеції існує високий попит на німецьку класику. Час від часу в шведській пресі з'являються статті про життя в Німеччині, особливо в Берліні.

## Дипломатичні представництва
- У Німеччини є посольство в Стокгольмі,[12] а почесні консульства знаходяться в Гетеборзі, Єнчепінг, Кальмарі, Лулео, Мальме, Селені, Уддеваллі, Вісбю і Амотфорсе.[13]
- Шведське посольство знаходиться в Берліні, а почесні консульства розташовані в Бремені, Дюссельдорфі, Ерфурті, Франкфурті-на-Майні, Гамбурзі, Ганновері, Кілі, Лейпцигу, Любеку, Травемюнде, Мюнхені, Ростоку та Штутгарті[14].